# Satnija Gradac
Satnija je prvi put postrojena u Gradcu, dvadeset i četvrti rujna 1991. godine, i tada je sastavu imala četrdeset i šest bojovnika. Vremenom je popunjena, tako da 1. studenoga 1991. broji šezdeset i tri vojnika. U lipnju 1992. ulazi u sastav Bojne Neum (u listopadu 1992. pripojena Prvoj hercegovačkoj HVO brigadi, u sklopu 50. domobranske pukovnije knez Domagoj). Dijelovi satnije su tijekom svog ratnog puta angažirani na više bojišnica i uspješno su obavili niz dodijeljenih zadaća - održavali su red u Stocu, pokrivali crtu u Šantićevoj ulici u Mostaru, borili se na uskopaljsko-ramskoj bojišnici te sudjelovali u napadajnoj akciji Zima 95. Potpisivanje Daytonskog sporazuma dočekali su na crti Borci-Travori kod Mrkonjić Grada. 